# Innerstetalsperre
Die Innerstetalsperre ist eine Talsperre der Innerste, die im Nordwesten des Harzes zwischen Langelsheim, Wolfshagen und Lautenthal liegt. Sie wurde von 1963 bis 1966 erbaut und gehört den Harzwasserwerken. Ihr Zweck sind Trinkwasserversorgung, Hochwasserschutz, Niedrigwasseraufhöhung und Stromerzeugung. Der mittlere Jahresabfluss der Innerstetalsperre beträgt 60 Mio. m³.

## Bauwerke
Der Staudamm der Innerstetalsperre ist ein Erddamm mit mehrlagiger, außen liegender Asphaltbetondichtung. Er hat über die gesamte Länge einen Kontrollgang in der wasserseitigen Herdmauer. Vor dem wasserseitigen Fuß des Dammes befindet sich ein Hochwasserüberlaufturm, in den auch der Grundablass integriert ist. Das Wasser der Innerstetalsperre kann über eine 4,6 km lange Druckleitung zur östlich gelegenen Granetalsperre gepumpt werden, wo es zur Trinkwasseraufbereitung genutzt werden kann. Von 2003 bis 2005 wurde die Talsperre komplett entleert und insbesondere an der Asphaltdichtung und am Grundablass saniert, die Bauarbeiten wurden im September 2005 abgeschlossen.

## Sonstiges
Da die Talsperre nur einen geringen Ausbaugrad hat (d. h. der Stauinhalt ist im Verhältnis zum Jahreszufluss relativ klein), kann sie nur begrenzt Hochwasser auffangen. Die Hochwasserentlastungsanlage (Überlauf) geht etwa alle zwei Jahre einmal in Betrieb. Dennoch werden dank der Retention auch bei einer überlaufenden Innerstetalsperre die Hochwasser deutlich gedämpft und verzögert.
Der Stausee kann mit Segel- und Ruderbooten und zum Angeln und Campen genutzt werden. 
Die Innerstetalbahn ist eine ehemalige Eisenbahnstrecke, die an der Innerstetalsperre einen Haltepunkt hatte. Sie verlief ursprünglich unten durch das Tal, wurde aber dann für den Bau der Innerstetalsperre an den östlichen Hang verlegt. Da die Bahnstrecke von Langelsheim aus nur begrenzt ansteigen durfte, war die bis zum Absperrbauwerk zu erzielende Höhe auch die Begrenzung für die maximale Höhe der Stauanlage. Auf der Trasse der Bahn verläuft heute zwischen Langelsheim und Wildemann ein Fahrradweg.

## Fischfauna
Das Wasser der Innerstetalsperre ist kalt und weich sowie arm an Nährstoffen. Leitfische sind Salmoniden wie Bachforellen und Seeforellen. Außerdem kommen Hechte, Flussbarsche, Karpfen und Schleien, daneben auch diverse Weißfischarten vor. Nach den Sanierungsarbeiten im Jahr 2003 wurde der Fischbestand durch Besatzmaßnahmen vollkommen neu aufgebaut.

## Bildergalerie

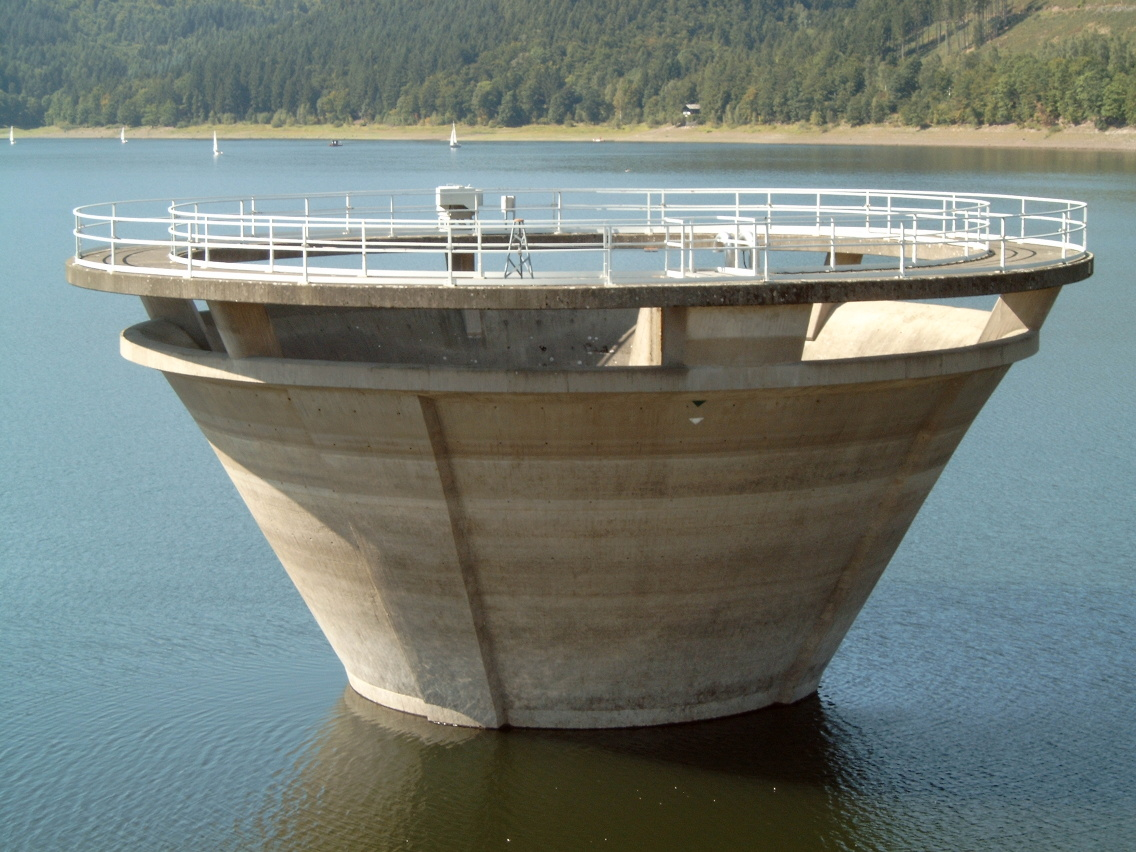
Überlaufturm im Stausee
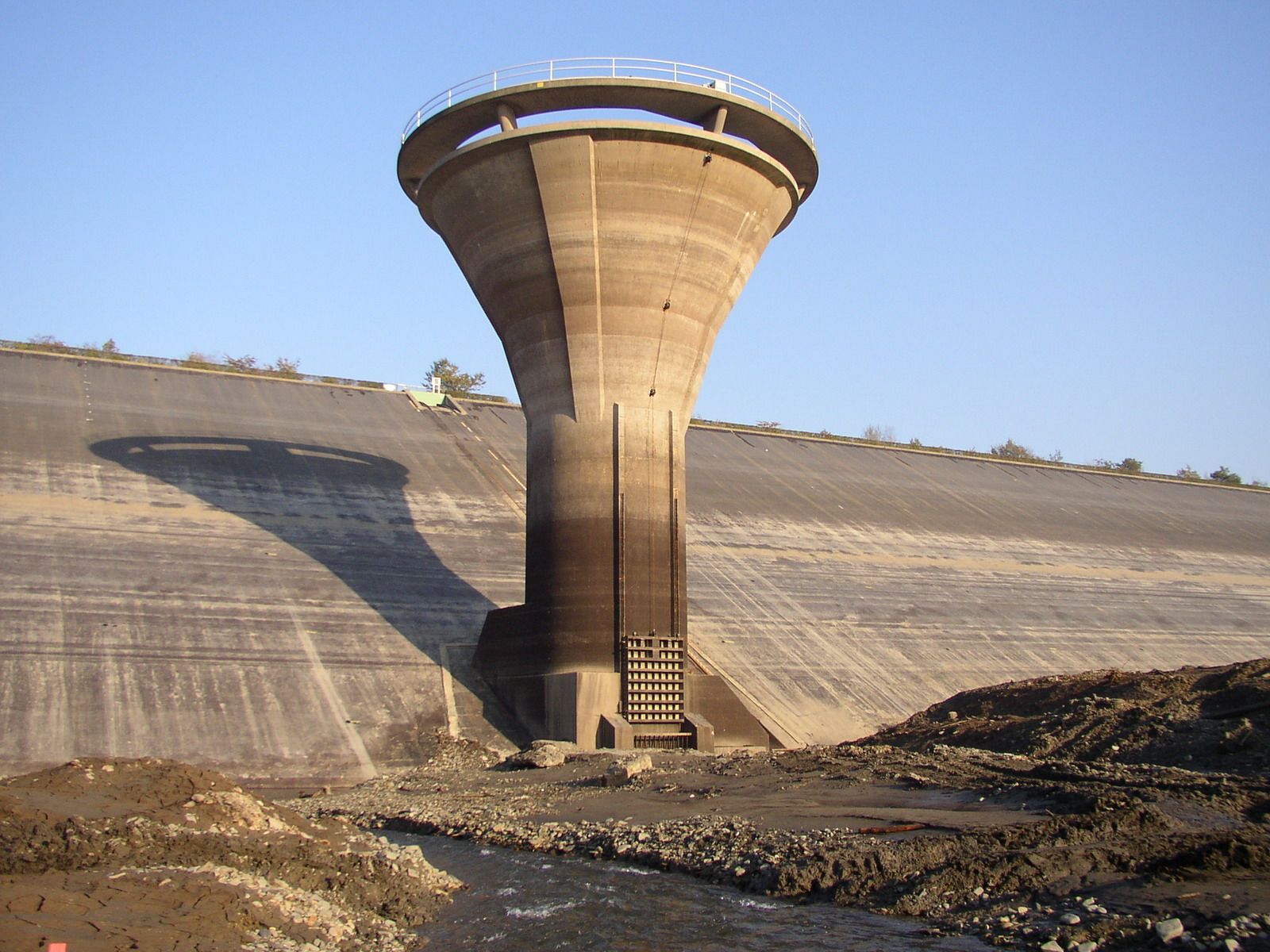
Überlaufturm während Sanierungsarbeiten
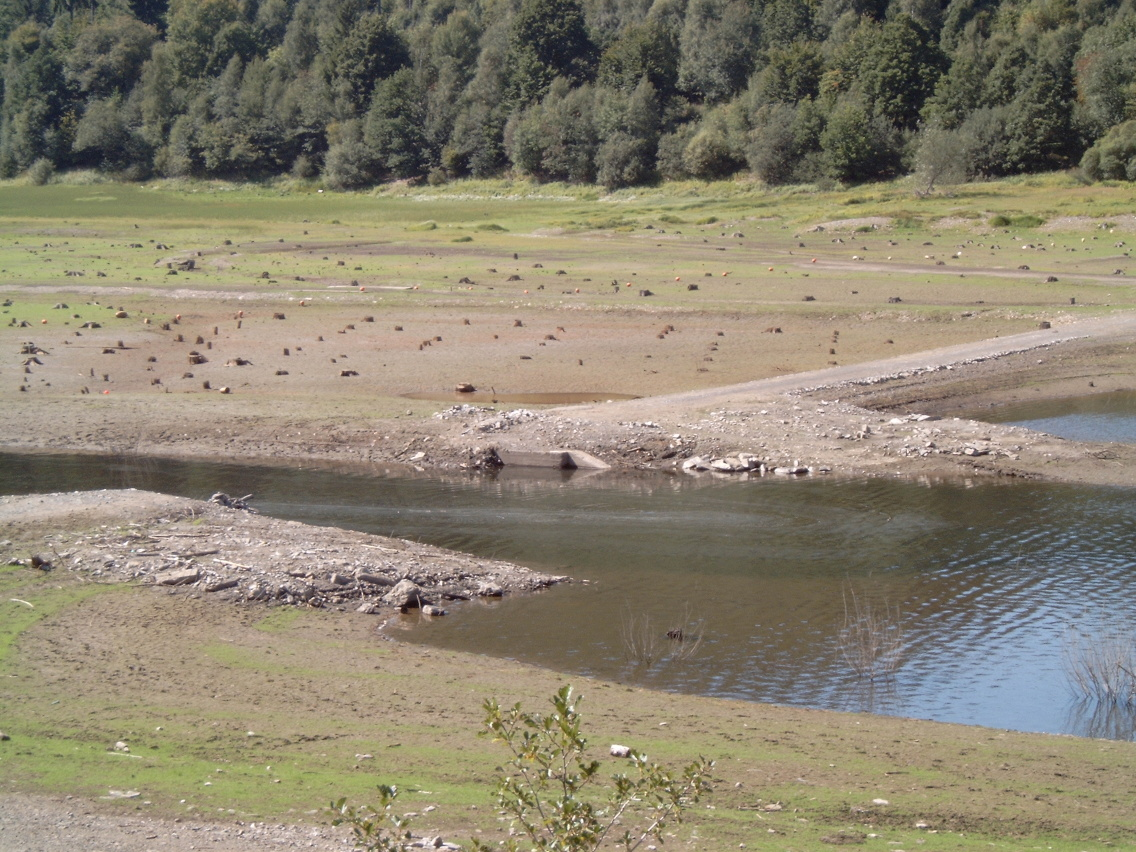
Stauraum bei niedrigem Wasserstand
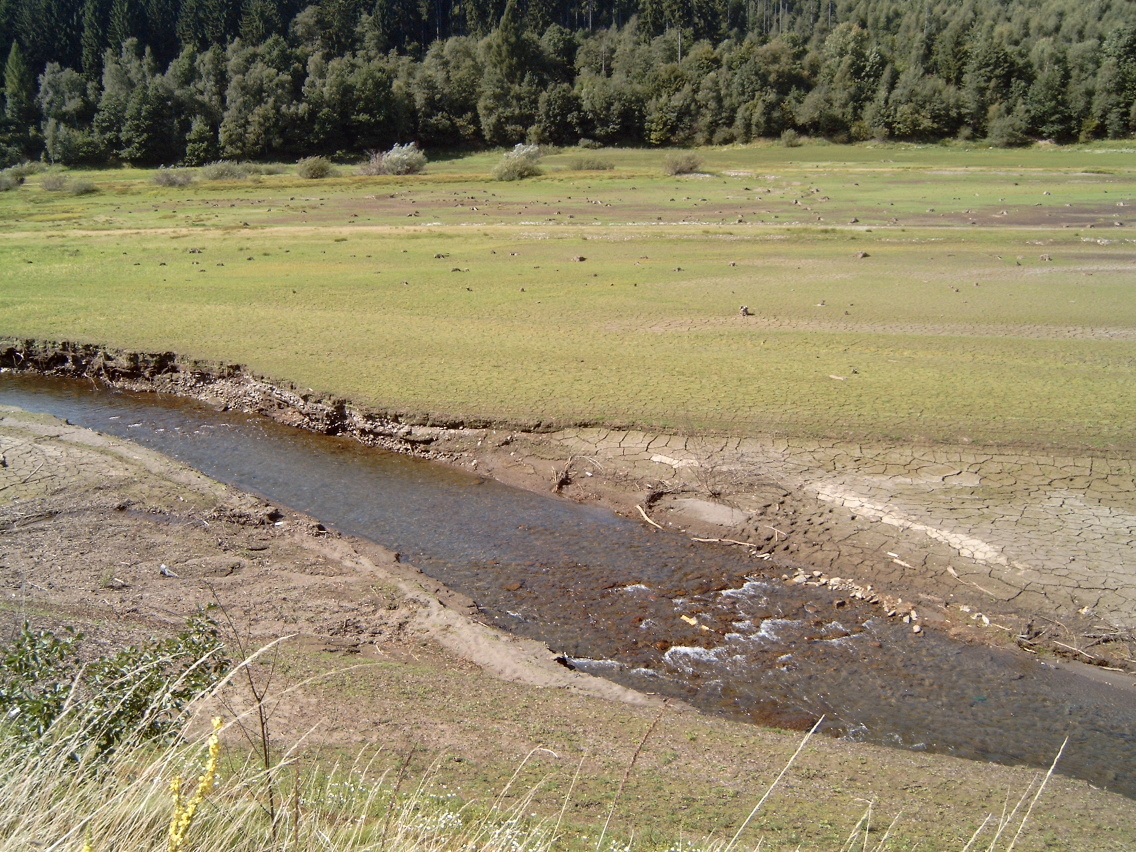
Innerste im Stauraum bei niedrigem Wasserstand
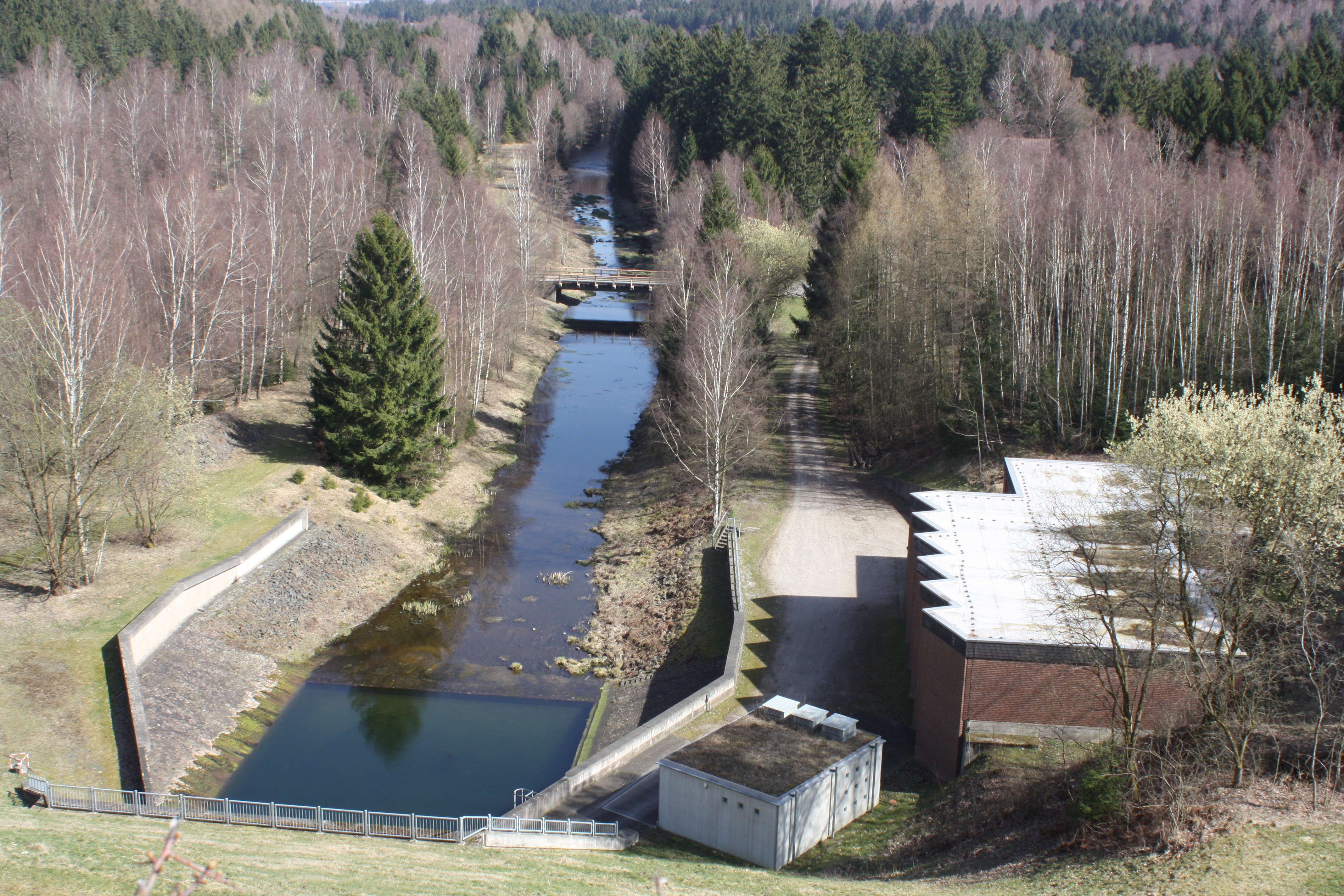
Ablauf unterhalb des Staudammes. Rechts das Pumpwerk zur Granetalsperre